# Gesati
I Gesati erano una popolazione gallica originaria della valle del Rodano, intervenuta militarmente in Gallia cisalpina nel III secolo a.C., a più riprese. Erano famosi perché combattevano completamente nudi con il solo torque al collo.
Nel 225 a.C. i Gesati, guidati da loro due re Concolitano e Aneroesto, figurano, insieme a Boi, Insubri, Taurisci e Taurini, nella coalizione di tribù celtiche che venne sconfitta dai Romani nella Battaglia di Talamone.
Plutarco racconta poi in dettaglio di come i Gesati, sotto la guida di Viridomaro, attraversarono le Alpi provenendo dalla valle del Rodano e sollevarono gli Insubri della Gallia cisalpina. Contro di loro mosse il console Marco Claudio Marcello, che li annientò nella battaglia di Clastidium (1º marzo 222 a.C.)
È tuttavia possibile che il nome Gesati non indicasse uno specifico popolo ma genericamente un tipo di soldati mercenari (da gaesum, sorta di giavellotto, la loro arma caratteristica).